# Франжолі Андрій Опанасович
Франжолі Андрій Опанасович (13 (25)листопада 1848, Херсон — 6 (18)серпня 1883, Женева) — революціонер, народник.

## Біографія
Крім Андрія, в сім'ї дрібного купця південної України виросли Тимофій, Микола, Дмитро, — також революціонери. З 1871 Андрій навчався в Петербурзькому технологічному інституті. Залишив навчання задля «ходіння в народ». Ще в Херсоні входив до товариства самоосвіти. Його однодумцями були Мартин Ланганс, О.Лукашевич, М.Макавеєв, П.Рябков. Створив спільно з друзями публічну бібліотеку для молоді. В 1873—74 — член одеського гуртка чайковців. У 1877 заарештований і проходив у суді по «процесу 193-х». Незважаючи на те, що жодне з висунутих проти нього звинувачень не підтвердилося, був засуджений до заслання в Сольвичегодськ (тепер місто Архангельської області). Після втечі в лютому 1880 із заслання Ф. примкнув до «Народної волі», став членом її Виконавчого комітету, вів пропаганду серед робітників. Після вбивства імператора Олександра II 1 березня 1881, невиліковно хворий, поїхав на Кавказ, на початку 1883 — до Женеви, де й помер.